# Chiesa di San Francesco d'Assisi all'Immacolata (Noto)
La Chiesa di San Francesco d'Assisi all'Immacolata in Noto risale alla prima metà del XVIII secolo insieme all'annesso ex-convento dei Frati minori conventuali. È stata eretta a Santuario Mariano l'8 Maggio 2019. Fa parte del sito Unesco "Città tardo barocche del Val di Noto".
Lo scorcio prospettico formato dal complesso architettonico della chiesa e dal lato sud-orientale dell'ex-Monastero Benedettino del SS. Salvatore costituisce uno dei luoghi più rappresentativi del barocco siciliano.

## Storia
Fu progettata ed edificata tra il 1704 ed il 1750, unitamente all'annesso convento dei Frati minori conventuali, dall'architetto siracusano Rosario Gagliardi, coadiuvato nella direzione dei lavori dal netino Vincenzo Sinatra (1).

## Descrizione
La chiesa si trova lungo il Corso Vittorio Emanuele, l'asse urbanistico principale della città rifondata dopo il terremoto del 1693 sul colle Meti, parecchi chilometri più a valle dell'antica Netum. L'edificio, posto sulla sommità di un'ampia e scenografica scalinata, presenta una facciata scandita da quattro lesene a due ordini corinzi sovrapposti e coronata da un timpano triangolare nella parte centrale. Ai lati e al di sopra del portale, inquadrato da due colonne con il fusto ornato al terzo inferiore da racemi intagliati nella pietra calcarea, la facciata presenta tre nicchie con timpano ad arco spezzato. Lo sviluppo verticale della facciata è rafforzato dalla spettacolare scalinata a tre rampe. L'impianto planimetrico ad aula longitudinale, cioè a navata unica secondo la tipologia delle chiese francescane, è suddiviso in sei campate e coperto da una volta a botte lunettata in corrispondenza delle finestre, che sono disposte una di fronte all'altra per ogni campata. L'interno è riccamente decorato dagli stucchi del palermitano Giuseppe Gianforma, formatosi alla scuola del Serpotta, da altari e lapidi sepolcrali in marmi policromi di notabili della città, alcune delle quali provenienti da Noto antica, come la pietra tombale del Padre Provinciale Giuseppe Maria Bonasia (+1576). La navata termina con un'abside contornata da otto nicchie perimetrali (quattro per lato) ed una centrale più grande che accoglie una statua lignea policroma dell'Immacolata Concezione "Patrona Civitatis" di scuola napoletana del XVIII secolo (Giacomo Colombo? Este 1663 - Napoli 1731), con quattro putti posti lateralmente facenti parte dell'antico fercolo processionale. Sotto l'arco trionfale che divide la navata dal presbiterio si colloca a lato della mensa un settecentesco pulpito monumentale in noce intagliato dalla patina scura, a pianta poligonale con i laterali scantonati, la fascia superiore modanata e le facce riquadrate da specchiature centrate da formelle miistilinee, disposte su due ordini, quadrilobate nell'ordine superiore. Gli spigoli della tribuna sono rinforzati da lesene con capitello in stile ionico ed abaco.
Tra i dipinti su tela conservati nella chiesa, si possono osservare entrando a sinistra "La strage degli innocenti" (1706) di Antonino Vizzini, "Il trapasso di Frà Andrea M. Conti di Anagni" con ricca cornice coeva policroma e dorata, "L'Estasi di San Francesco" di Vito D'Anna (Palermo 1718 - 1769), che fa da contrappunto a destra alla tela dello stesso autore raffigurante la "Predica di S. Antonio di Padova ai pesci". Sopra la porta della sagrestia si colloca la tela del XVIII secolo raffigurante "San Francesco genuflesso dinanzi alla B.V. Maria che implora dal Cristo l'indulgenza plenaria della Porziuncola, in suffragio delle anime del purgatorio". Sempre sul lato destro della navata è collocata la tela raffigurante la "Natività" del 1783, commissionata dal netino P. S. Gallo.
Importanti opere scultoree arricchiscono l'apparato decorativo del Santuario come l'acquasantiera a balaustro rastremato e tornito (cui fanno capolino quattro testine di cherubini alati e festoni su candelabre) su base tripode a tronco di piramide in pietra pece risalente al 1570-1580, proveniente dall'omonima chiesa di Noto antica, ed il "Christus patiens" la cui datazione è ipotizzabile, non solo per il pathos che trasmette ma soprattutto per lo stile e la vetustà del legno, intorno agli ultimi secoli del Medioevo, con rifacimenti e ridipinture in epoche successive, la cui tipologia è riconducibile ai crocifissi monumentali di area centroitaliana come quello della Basilica vaticana o di San Marcello al Corso in Roma. Ai lati del Crocifisso, a completamento della rappresentazione plastica del Calvario, sono collocate su colonne tortili in legno del XVII secolo, cui si abbarbicano tralci di vite ricolmi di grappoli d'uva, con putti raccoglitori e pellicani che beccano gli acini (simboli eucaristici), due statue lignee policrome del XVIII secolo raffiguranti i dolenti (l'Addolorata e S. Giovanni Evangelista). Tra le statue devozionali di pregio si possono osservare sul lato destro della navata il settecentesco simulacro di "San Francesco d'Assisi" in cartapesta, legno e terracotta policromi, "S. Antonio di Padova col bambino"  e "Santa Agnese V.M. con l'agnello" in legno dipinto e dorato, di scuola italiana del XIX secolo, poste ai lati del santo di Assisi su un altare ligneo decorato in policromia.